# Wild Horse Canyon
Wild Horse Canyon es una película estadounidense de 1938 dirigida por Robert F. Hill y escrita por Robert Emmett Tansey. Protagonizada por Jack Randall, Dorothy Short, Frank Yaconelli, Warner Richmond, Walter Long y Dennis Moore,  fue lanzada el 21 de diciembre de 1938 por Monogram Pictures.

## Reparto
El reparto de la película estuvo conformado de la siguiente manera:
- Jack Randall como Jack Gray

- Dorothy Short como Jean Hall

- Frank Yaconelli como Lopez Valdesto

- Warner Richmond como Travers

- Walter Long como Roscoe

- Dennis Moore como Pete Hall

- Charles King como Red

- Ed Cassidy como Tom Hall

- Earl Douglas como Valdesto

- Hal Price como Sheriff